# Ноосфера
Ноосфе́ра (грец. νόος — «розум» і σφαῖρα — «сфера») — частина Землі й навколопланетного простору, в якому виявляється вплив людини. Сучасна стадія розвитку біосфери, пов'язана з появою в ній людства і його діяльності. Сфера, де найважливішу роль в розвитку природи відіграє розум людини.
Ця сфера позначається також термінами «антропосфера», «біотехносфера».[джерело?]

## Походження терміна
Слово створене у семантичному зв'язку і лексичній аналогії з «атмосферою» і «біосферою». Як зазначив В. І. Вернадський відповідний термін було введено французьким математиком та філософом Едуардом Ле Руа разом з його другом Тейяром де Шарденом після їх детального знайомства з вченням Вернадського про біосферу під час його лекцій у Парижі в 1923 р. При цьому Ле Руа визначав ноосферу як сучасну стадію, що її геологічно переживає біосфера.

## Концепція ноосфери
Відповідно до оригінальної теорії Вернадського, ноосфера є третьою у послідовності таких основних фаз розвитку Землі як утворення геосфери (неживої природи) та біосфери (живої природи).
Так само, як біосфера утворюється взаємодією всіх організмів на Землі, ноосфера складається усіма розумами, що взаємодіють.
Ноосферу можна розглядати як єдність «природи» і культури (в широкому тлумаченні останньої — з техносферою включно), особливо починаючи з того моменту, коли «культура» досягає (за силою впливу на біосферу та геосферу) потужності «геологічної сили».
Серед складових частин ноосфери виокремлюють антропосферу (сукупність людей як організмів), техносферу (сукупність штучних об'єктів, створених людиною, та природних об'єктів, змінених в результаті діяльності людства) та соціосферу (сукупність соціальних факторів, характерних для даного етапу розвитку суспільства і його взаємодії з природою).
Розглядаючи означену єдність природи та культури (у їхній взаємодії) у розвитку ноосфери доцільно розрізняти дві стадії:
1. Ноосфера у стадії її становлення, в процесі стихійного розвитку, починаючи з моменту виникнення «людини розумної»;
2. Ноосфера, що свідомо удосконалюється спільними зусиллями людей в інтересах як людства в цілому, так і кожної окремої людини.

Український вчений С. А. Подолинський, обрахувавши баланс енергії для планети Земля, показав залежність ноосфери від джерел енергії і їхній культурний вплив на формування економіки і соціуму Землі. Цим він дав поштовх і підґрунтя працям Вернадського, Ціолковського та інших космістів.
Космізм в роботах Ціолковського К. Е. і Чижевського О. Л. дає нову якість розуміння і межам ноосфери.
У такому розумінні ноосфера розповсюджена в пізнанні засобами телескопів до меж далеких галактик, і ми отримали інформацію про аномалії сонячної планетарної системи проти норми, що переважає у Всесвіті. У межах руху космічних зондів, планетарних роботів-дослідників, Марс почав відкривати свої таємниці. Вже розробляються проекти освоєння інших планет і космічного простору. Ноосфера розширюється і переміщенням в просторі — послання у 60-х для позаземних цивілізацій про людство на планеті Земля біля Сонця на краю галактики.
На думку О. Т. Звєрєва, основними законами ноосфери є:
- Історичні передумови (закономірності) виникнення ноосфери (В. І. Вернадський)
- Закон ноосфери В. І. Вернадського
- Фундаментальна константа ноосфери — моральність
- Закон необхідності перемоги екологічного світогляду
- Закон неминучості збільшення ролі екополітики
- Принципи наростання цілеспрямованого впливу людей на систему людина — суспільство — природа
- Закон гармонійного примирення свободи і національних особливостей з плануванням і об'єднанням (П. Тейяр де Шарден)
- Закон єднання дій та ідей людства (В. І. Вернадський)

Концепція і модель Ноосфери є корисною для кращого розуміння процесу розвитку людства, вирішення міжнаціональних і міжрегіональних проблем, екологічних проблем, проблем війни і миру, ін.

## Критика ідеї ноосфери
Останнім часом[коли?] у деяких працях екологів, істориків і філософів піддається критиці вчення В. І. Вернадського про ноосферу. Так, відомий американський історик охорони природи Д. Вінер назвав вчення про ноосферу «утопічною і науково неспроможною ідеєю». Російський еколог Ф. Р. Штільмарк вважає: «Сама по собі ідея ноосфери, ідея гармонійного злиття природи і суспільства, в основі своїй є глибоко релігійною і на нинішній день є утопічною». Німецький філософ єврейського походження Г. С. Левіт вважає, що «концепцію переходу біосфери в ноосферу» не можна вважати науковою. Російський філософ В. О. Кутирев вважає: «Це вчення з самого початку несло в собі елементи утопії … Зараз ноосфера в стадії інтенсивного втілення і за масштабами суперничає з „чистою“ біосферою. З'явилася загроза існуванню природи як самостійної цінності». «В основі вчення про ноосферу — звичайне людське марнославство. Ми не можемо керувати природою, тому що не знаємо мети її розвитку», — вважає російський еколог О. В. Поздняков. Цікаво, що ідею ноосфери не сприйняли не тільки багато сучасних екологів, істориків і філософів, але і близькі учні та друзі В. І. Вернадського — академік О. Є. Ферсман, К. О. Ненадкевич, О. П. Виноградов.
Ось що пише з цього приводу В. Назаров:
|  | Нинішній бум з ідеєю ноосфери - це всього лише плід некритичного ейфорійного сприйняття всього, пов'язаного з творчістю великого натураліста ... Цьому буму не більше тридцяти років. Зате якщо вже що в Росії, хоч із запізненням, припаде до смаку, то величанню впину не знають. Та і якій розсудливій людині прийде в голову перекладати функції біосфери на будь-який технічний пристрій, якщо біосфера з цими функціями чудово справляється. |

## Згадки у масовій культурі
- У субкультурі комп'ютерних ігор кілька разів вживалося поняття «ноосфера», хоча її значення не пов'язане з початковим (зокрема, в іграх S.T.A.L.K.E.R. та Warhammer 40,000). У серії ігор S.T.A.L.K.E.R. контакт з ноосферою спричинив появу на території Чорнобильської зони відчуження аномальної зони. Також, згідно дослідженням вчених, люди після смерті здатні існувати у ноосфері у вигляді чистого розуму, у так званій Тонкій матерії.

- З 2014 року в Україні працює Noosphere Engineering School [Архівовано 6 серпня 2020 у Wayback Machine.] — дослідні лабораторії[13] на базі провідних університетів України. Школа заснована[14] Максом Поляковим, за однойменною ідеологією. У 2016 році з ініціативи Полякова також створено громадську організацію «Асоціація Ноосфера [Архівовано 19 червня 2020 у Wayback Machine.]», яка займається просвітницькими заходами для молоді на теми космосу, інновацій та робототехніки[15].